# Deutsche Flugzeugindustrie im Ersten Weltkrieg
Die Liste der wichtigsten Unternehmen der deutschen Flugzeugindustrie im Ersten Weltkrieg verweist im Wesentlichen auf die Unternehmen, die in dieser Zeit eigene Flugzeugtypen entwickelt und geliefert haben.

## Überblick
Die deutsche Luftfahrtindustrie erlebte kriegsbedingt von 1914 bis 1918 einen erheblichen wirtschaftlichen und technologischen Aufschwung. Die Zahl der Flugzeugfabriken wuchs
- von 14 Werken im Jahr 1914 mit einer Lieferkapazität von 60 Flugzeugen im Monat
- auf 60 Werke im Jahr 1918 mit 55.000 Arbeitern und einer Lieferkapazität von 2500 Flugzeugen im Monat

Im Laufe des Krieges wurden
- 47.637 Flugzeuge
- 40.449 Flugzeugmotoren

produziert.

## Beteiligte Unternehmen (Flugzeugbau)
Neben den unten aufgeführten Flugzeugwerken produzierten zahlreiche weitere Werke und Nebenlieferanten auf Lizenzbasis Flugzeuge, da die Kapazität der unterschiedlichen Hersteller für Produktion der eigenen Flugzeugtypen allein nicht ausreichte. Daneben beteiligten sich weitere Unternehmen nicht nur an der Produktion, sondern auch an Wartung und Instandsetzung der Flugzeuge. Zu dieser Gruppe zählten u. a. die Betriebe:
- AEG-Flugzeugbau, Hennigsdorf bei Berlin, Flugplatz Nieder-Neuendorf, 1910 bis 1919, einmotorige Aufklärungsflugzeuge sowie zweimotorige Bomber
- AGO Flugzeugwerke, Johannisthal bei Berlin, 1912 bis 1918, einmotorige Aufklärungsflugzeuge
- Albatros Flugzeugwerke in Berlin-Johannisthal, Dezember 1909 bis 1931, dann zu Focke-Wulf, einmotorige Aufklärungsflugzeuge, einmotorige Jagdflugzeuge, zweimotorige Bomber, Schulflugzeuge, insgesamt im Ersten Weltkrieg rund 10.300 Stück
- Aviatik (Flugzeughersteller), gegründet Dez. 1909 in Mülhausen im Elsass, während des Ersten Weltkrieges wurde die Flugzeugproduktion zunächst nach Freiburg im Breisgau und ab 1916 nach Leipzig-Heiterblick verlegt, ein Zweigwerk entstand auch auf dem Flughafen Leipzig-Mockau. Aufgelöst 1920/21.

- Max Court, Berlin-Johannisthal
- Waldemar Geest in Rathenow
- Germania Flugzeugwerke GmbH, Leipzig
- Jacob Goedecker Flugzeugbau, Mainz
- Hans Grade Flugzeugbau und Fliegerschule, Bork
- Bruno Hanuschke, Berlin-Johannisthal
- Deutsche Flugzeug-Werke, Lindenthal
- Emile Jeannin
- Karl Krieger, Berlin-Johannisthal
- Lufttorpedo-Gesellschaft (LTG), Berlin
- Märkische Flugzeugwerke (M.F.W.), Bork
- Märkische Flugzeugwerft GmbH Golm i.d.M., Golm
- NAGLO-Werft, Zeuthen/Berlin-Pichelsdorf
- Nationale Flugzeugwerke (NFW), Berlin-Johannisthal
- Gustav Otto Flugmaschinenwerke, gegründet 1910 von Otto mit Herbert Alberti, der später ausschied. Otto baute bis Ende 1915 rund 375 Flugzeuge, die aber ab 1914 in ihrer Konstruktion veraltet waren, und liquidierte sein Unternehmen, dessen Reste im Februar 1916 mit den Rapp-Motorenwerkenzur Bayerische Flugzeugwerke AG (BFW) fusionierte.
- Waggonfabrik Josef Rathgeber, München-Moosach
- Flugmaschine Rex, Köln-Bickendorf, ab Dezember 1914
- Albert Rinne Flugzeug-Werke, Rummelsburg bei Berlin
- Schwade Flugzeug- und Flugmotorenbau, Erfurt
- Union-Flugzeugwerke, Teltow
- Mercur Flugzeugbau, Berlin

## Beteiligte Unternehmen (Flugzeugmotorenbau)
Die wichtigsten Motorenhersteller waren
- Argus Motoren-Gesellschaft m.b.H., Reinickendorf bei Berlin (Motorenbau in Lizenz bei Opel in Rüsselsheim)
- Benz & Cie., Rheinische Automobil- und Motorenfabrik AG, Mannheim
- Rapp Motorenwerke GmbH (ab 1917 BMW), München-Milbertshofen
- Daimler-Motoren-Gesellschaft (Mercedes), Stuttgart-Untertürkheim und Berlin-Marienfelde
- Basse & Selve, Altena
- Luftfahrzeug-Motorenbau GmbH (ab 1918 Maybach-Motorenbau GmbH), Friedrichshafen
- Nationale Automobil-Gesellschaft (NAG), Oberschöneweide bei Berlin
- Siemens & Halske, Siemensstadt (Stadtkreis Spandau bei Berlin)
- Gandenberger’sche Maschinenfabrik Georg Goebel, Darmstadt
- Motorenfabrik Oberursel AG, Oberursel

Die Zahl der produzierenden Motorenwerke gegen Kriegsende belief sich 1918 auf 14.
Das Kriegsende bedeutete auch das Aus für den überwiegenden Teil der Flugzeugindustrie, da im Friedensvertrag von Versailles Deutschland die Unterhaltung von Luftstreitkräften untersagt wurde.